# Great Neck Estates
Great Neck Estates és una població dels Estats Units a l'estat de Nova York. Segons el cens del 2000 tenia 2.756 habitants.

## Demografia
Segons el cens del 2000, Great Neck Estates tenia 2.756 habitants, 919 habitatges, i 767 famílies. La densitat de població era de 1.381,9 habitants/km².
Dels 919 habitatges en un 38,2% hi vivien nens de menys de 18 anys, en un 78% hi vivien parelles casades, en un 3,6% dones solteres, i en un 16,5% no eren unitats familiars. En el 14,6% dels habitatges hi vivien persones soles el 9,6% de les quals corresponia a persones de 65 anys o més que vivien soles. El nombre mitjà de persones vivint en cada habitatge era de 3 i el nombre mitjà de persones que vivien en cada família era de 3,31.
Per edats la població es repartia de la següent manera: un 26,9% tenia menys de 18 anys, un 5,3% entre 18 i 24, un 20,9% entre 25 i 44, un 29,6% de 45 a 60 i un 17,3% 65 anys o més.
L'edat mediana era de 43 anys. Per cada 100 dones de 18 o més anys hi havia 88,9 homes.
La renda mediana per habitatge era de 142.038 $ i la renda mediana per família de 161.545 $. Els homes tenien una renda mediana de 100.000 $ mentre que les dones 55.938 $. La renda per capita de la població era de 72.476 $. Entorn de l'1,6% de les famílies i el 2,3% de la població estaven per davall del llindar de pobresa.